# Fernando Esteche
Fernando Luis Esteche (La Plata, 17 de mayo de 1967) es un dirigente político y doctor en comunicación social argentino, líder de la desaparecida organización política Quebracho, en la que confluían peronistas de izquierda y otros sectores afines.
Estudió periodismo en la Universidad Nacional de La Plata, donde además se desempeña como profesor titular de la cátedra Relaciones Internacionales y Comunicación (Cátedra II). Se doctoró en Comunicación Social en el año 2014, mientras cumplía una condena en el penal de Ezeiza.
Fue excarcelado en diciembre de 2014, bajo libertad condicional, tras cumplir un año y seis meses en prisión por ordenar el ataque (el 5 de abril de 2007) que terminó con bombas molotov ardiendo dentro de un local partidario (en Buenos Aires) del exgobernador neuquino Jorge Sobisch. (Quien por ese entonces se candidateaba a presidente) Esa condena fue denunciada por sus abogados y por varios dirigentes kirchneristas ante la Comisión Interamericana de Derechos Humanos.
Previamente la Cámara de Diputados de la Nación Argentina aprobó una resolución donde sostenía: «Expresar repudio y preocupación por la condena y encarcelamiento de los dirigentes de la agrupación política Quebracho, Fernando Esteche y Raúl Lescano».
Asimismo fue condenado por destrozos efectuados durante los escraches al FMI en 2004 y por manifestarse contra los ataques del Estado de Israel sobre Líbano en 2006.
El 7 de diciembre de 2017, el juez Claudio Bonadío ordenó su detención en la causa que investiga el presunto encubrimiento del atentado a la AMIA. [cita requerida]

## Vida privada
Hijo de Juan Ángel Esteche, un concejal por Ensenada y militante de la Alianza Popular Revolucionaria. Fernando tiene tres hermanos. Estudió en el Colegio Normal número 2 de La Plata. Luego estudió en la Escuela Superior de Periodismo y Comunicación. Militó en la Juventud del Partido Intransigente. Trabajó en un kiosco, una casa de fotocopias y un pub irlandés. Tiene tres hijas y un hijo.